# Norclostebol acetate
Norclostebol acetate (tên thương hiệu Anabol 4-19), hoặc norchlorotestosterone acetate (NClTA), còn được gọi là 4-chloro-19-nortestosterone 17β-acetate hoặc là 4-chloroestr-4-en-17β-ol-3-one, là một steroid đồng hóa tổng hợp, tiêm androgenic (AAS) và dẫn xuất của 19-nortestosterone (nandrolone). Nó là một este androgen - đặc biệt, các C17β axetat ester của norclostebol (4-chloro-19-nortestosterone).